# Галуппи, Бальдассаре
Бальдассаре Галуппи (итал. Baldassarre Galuppi) по прозвищу Буранелло (Buranello; 18 октября 1706, Бурано, Венеция — 3 января 1785, Венеция) — итальянский композитор, автор многочисленных комических опер-буфф.

## Биография
Бальдассаре Галуппи родился 18 октября 1706 года в Венеции на острове Бурано.

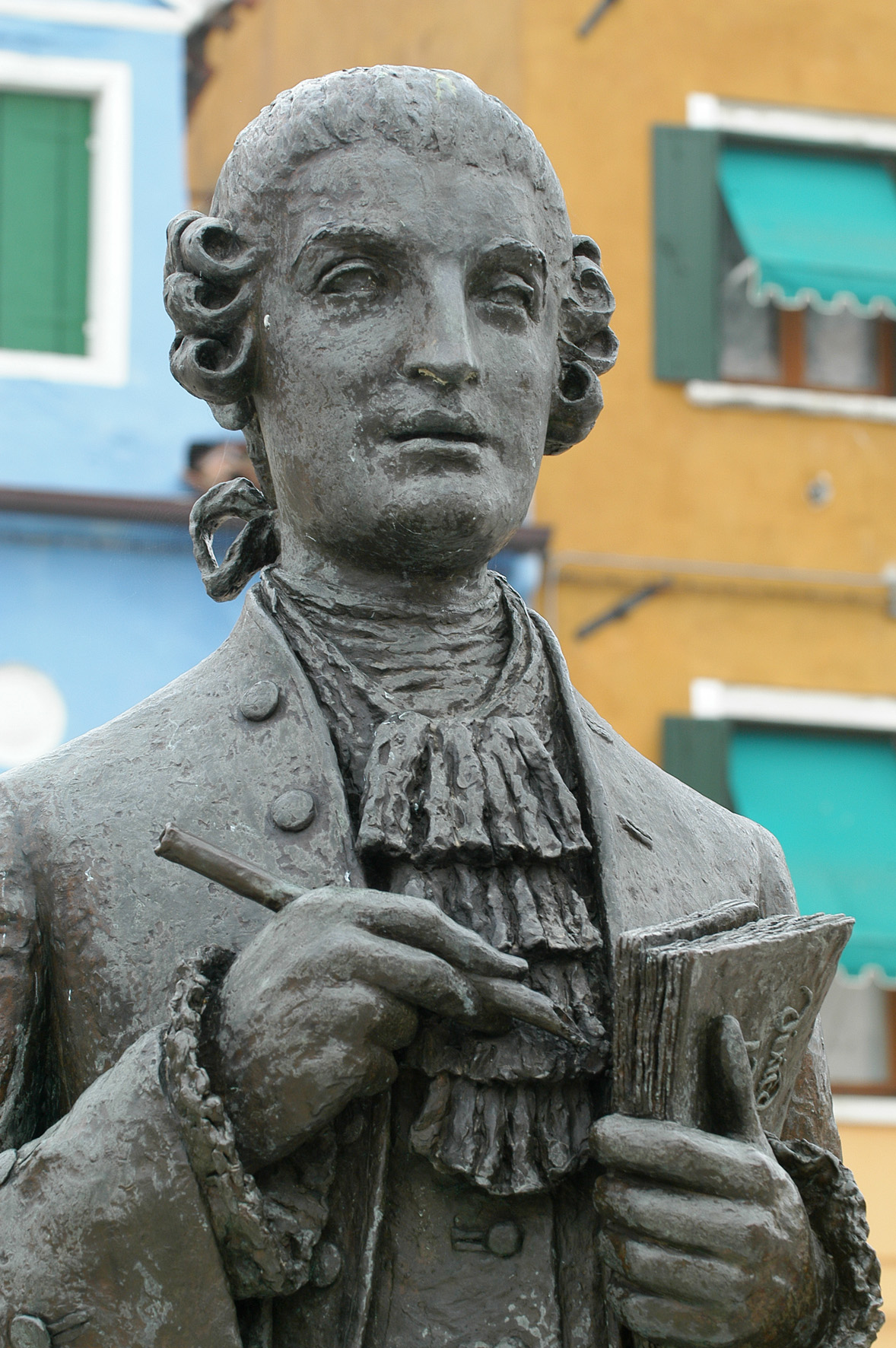
Памятник Галуппи в Бурано на центральной площади острова, носящей его имя

Почти вся творческая жизнь маэстро была связана с родным городом: здесь он получил образование в консерватории, впоследствии стал её директором и руководителем хора, а позже получил должность капельмейстера собора Св. Марка — высший музыкальный пост в Венеции.
С 1741 много путешествовал по Европе, в 1741—1743 работал в Лондоне.
В 1765—1768, в период царствования Екатерины II, Галуппи был приглашен работать придворным капельмейстером и сочинителем музыки в Петербурге. Здесь он поставил оперы «Король-пастух», «Покинутая Дидона», «Ифигения в Тавриде», которая была написана специально для императорского двора. В этой опере наметились реформаторские тенденции поздней итальянской оперы-сериа (серьёзной оперы).
Галуппи писал музыку для православного богослужения (на церковнославянские тексты). Шесть духовных концертов Галуппи — «Слава. Единородный Сыне», «Благообразный Иосиф», «Плотию уснув», «Готово сердце мое», «Суди, Господи» и «Услышит тя Господь» — были изданы во второй половине 1810-х гг. его учеником Д. С .Бортнянским. О других известно только по названиям.
За время службы в России композитор также написал несколько кантат и серенад. Затем вернулся в Венецию, где свои последние годы посвятил клавесинной музыке. Именно Галуппи пригласил на обучение в Италию юного российского композитора Дмитрия Бортнянского. Среди его учеников был также Франц Игнац Бек.
Двадцать опер Буранелло написал на тексты знаменитого драматурга Карло Гольдони, который сказал как-то, что Галуппи «среди музыкантов то же, что Рафаэль среди художников».
Бальдассаре Галуппи умер 3 января 1785 года в Венеции.
Композитору и Венеции посвящено стихотворение Роберта Браунинга «Токката Галуппи» (опубл. 1855).

## Сочинения
Оперы
- 1722 — «Верность в непостоянстве, или Друзья-соперники» (La fede nell’incostanza, ossia Gli Amici rivali).
- 1729 — «Доринда» (Dorinda, Венеция).
- 1730 — «Успокоенная ненависть» (Odio Placato).
- 1733 — Argenide.
- 1735 — L’ambizione depressa.
- 1736 — «Элиза, королева Тира» (Elisa regina di Tiro).
- 1736 — «Нимфа Аполлона» (La ninfa di Apollo).
- 1736 — «Фамирид» (Tamiri).
- 1736 — «Эргильда» (Ergilda).
- 1737 — «Алвильда» (Alvilda).
- 1937 — «Узнанный Кир» (Ciro riconosciuto).
- 1740 — «Густаво I, король Швеции» (Gustavo I, re di Svezia, либретто Гольдони).
- 1740 — «Аронте, король шиитов» (Aronte, re de' sciiti).
- 1741 — «Береника» (Berenice).
- 1741 — «Пенелопа» (Penelope, Лондон)
- 1741 — «Покинутая Дидона» (Didone abbandonata, либр. П. Метастазио, Венеция)
- 1742 — «Сципион в Карфагене» (Scipione a Cartagine, Лондон)
- 1743 — «Энрико» (Enrico).
- 1744 — «Мадам Чиана» (Madama Ciana).
- 1744 — L’ambizione delusa.
- 1744 — La libertà nociva.
- 1745 — «Сила любви» (La forza d’amore).
- 1746 — «Сципион в Испании» (Scipione nelle Spagne).
- 1747 — «Арминий» (Arminio).
- 1747 — «Олимпиада» (L’Olimpiade, либретто Метастазио, Милан).
- 1749 — «Аркадия на Бренте» (L’Arcadia in Brenta, либретто Гольдони, Венеция).
- 1750 — Il Paese della Cuccagna (либретто Гольдони).
- 1750 — «Арчифанфано, король дураков» (Arcifanfano, re dei matti, либретто Гольдони).
- 1750 — «Алкимена, принцесса Счастливых остров» (Alcimena, principessa dell’isole fortunate).
- 1750 — «Лунный мир» (Il mondo della Luna, либретто Гольдони, Венеция).
- 1750 — «Мир навыворот, или Женщины командуют» (Il mondo alla reversa, ossia Le donne che commandano).
- 1751 — «Маскарад» (La mascherata).
- 1752 — «Эрмелинда» (Ermelinda).
- 1752 — Il mondo alla roversa (либретто Гольдони).
- 1752 — Il conte Caramella.
- 1752 — «Смешные виртуозки» (Le virtuose ridicole, либретто Гольдони по пьесе Жана-Батиста Мольера «Смешные жеманницы»).
- 1752 — «Бедствия сердца» (Calamità de' cuori, либретто Гольдони).
- 1753 — I bagni d’Abano (либретто Гольдони).
- 1754 — «Сельский философ» (Il filosofo di campagna, либретто Гольдони).
- 1754 — «Антигона» (Antigona).
- 1754 — Il povero superbo (либретто Гольдони).
- 1755 — «Александр в Индии» (Alessandro nell’Indie).
- 1755 — «Дьяволица» (La diavolessa, либретто Гольдони).
- 1756 — «Свадьба в Париже» (Nozze di Paride).
- 1756 — «Свадьба Дорины» (Le nozze di Dorina, либретто Гольдони).
- 1757 — «Сесострис» (Sesostri).
- 1757 — La partenza e il ritorno de' marinari.
- 1758 — «Король-пастух» (Il re pastore, Санкт-Петербург).
- 1760 — «Адриан в Сирии» (Adriano in Siria).
- 1760 — «Милосердие Тита» (La clemenza di Tito).
- 1761 — L’amante di tutte.
- 1761 — «Артаксеркс» (Artaserse, либретто Метастазио).
- 1761 — «Трое смешных влюблённых» (I tre amanti ridicoli).
- 1761 — «Гипермнестра» (Ipermestra).
- 1762 — «Антигон» (Antigono).
- 1762 — «Маркиз-злодей» (Il marchese villano).
- 1762 — «Вириат» (Viriate).
- 1762 — L’uomo femina.
- 1763 — «Упорством любви» (Il puntiglio amoroso).
- 1763 — «Король на охоте» (Il re alla caccia).
- 1764 — Cajo Mario.
- 1764 — La donna di governo.
- 1764 — La partenza e il ritorno de' marinari (Венеция).
- 1766 — «Остроумная горничная» (La cameriera spiritosa, Милан).
- 1768 — «Ифигения в Тавриде» (Ifigenia in Tauride, либретто М. Кольтеллини, Санкт-Петербург).
- 1769 — «Ревнивый злодей» (Il villano geloso, Венеция).
- 1770 — «Капризы любви» (L’amor lunatico, Венеция).
- 1771 — «Женоненавистник» (L’inimico delle donne, Венеция, 1771).
- 1771 — «Интриги любви» (Gl’intrighi amorosi, Флоренция).
- 1772 — «Монтесума» (Montezuma, Санкт-Петербург).
- 1773 — «Служанка ради любви» (La serva per amore).

Кантаты
- Li amori sfortunati di Ormindo (Venezia, 1738)
- La vittoria d’Imeneo (Teatro Regio di Torino, 1750 diretta da Giovanni Battista Somis con Giovanna Astrua, Gaetano Majorano, Anton Raaff e Francesco Maria Veracini)
- I presagi (Venezia, 1755)
- Le nozze di Paride (Venezia, 1756)
- L'oracolo del Vaticano (Venezia, 1758)
- La virtù liberata (San Pietroburgo, 1765)
- L’arrivo di Enea nel Lazio (Firenze, 1765)
- La Pace tra la Virtù e la Bellezza (San Pietroburgo, 1766)
- Flora, Apollo, Medoaco (1769)
- Venere al tempio (Venezia, 1775)
- L’Anfione (Venezia, 1780)

Оратории
- Sancta Maria Magdalena (Venezia, 1740)
- Prudens Abigail (Venezia, 1742)
- S. Maurizio e compagni martiri (Bologna, 1743 o Genova, 1737)
- Isaac (Venezia, 1745)
- Judith (Venezia, 1745)
- Adamo (o anche La caduta di Adamo) (Roma, 1747)
- Jahel (Venezia, 1747)
- Devoti affectus erga lignum Sanctae Crucis et Iesu Christi Sepulcrum (Venezia, 1748)
- Devoti sacri concentus (Venezia, 1748)
- L’Jephta ossia Il trionfo della religione (o anche Il Sacrificio di Jephta) (Firenze, 1749)
- Aqua et rupe Horeb (Venezia, 1750)
- Gerusalemme convertita (Roma, 1752)
- Sacrificium Abraham (Venezia, 1764)
- Maria Magdalena (Venezia, 1765)
- Triumphus divini amoris (Venezia, 1765)
- Tres Mariae ad sepulcrum Christi resurgentis (Venezia, 1769)
- Canticorum sponsa (Venezia, 1770)
- Parabola coenae (Venezia, 1770)
- Nuptiae Rachelis (Venezia, 1770 o 1771)
- Dialogus sacer (Venezia, 1771)
- Adam (Venezia, 1771)
- Debbora prophetessa (Venezia, 1772)
- Daniel in lacu leonum (Venezia, 1773)
- Tres pueri hebraei in captivitate Babylonis (Venezia, 1774)
- Exitus Israelis de Aegypto (Venezia, 1775)
- Mundi salus (Venezia, 1776)
- Moyses de Synai revertens (Venezia, 1776)
- Il ritorno di Tobia (Venezia, 1782)

Духовная музыка
- Requiem
- 3 Magnificat
- Dixit Dominus
- Composizioni per la chiesa ortodossa russa a 4 voci
- Te Deum
- Beatus vir
- Confitebor
- Confitebor tibi Domine
- Domine ad adiuvandum
- 35 mottetti a più voci

Инструментальная музыка
- 6 sonate per clavicembalo, op. 1 (1756, Londra)
- 6 sonate per clavicembalo, op. 2 (1759, Londra)
- Overtura per clavicembalo (Londra)
- 3 sonate per tastiera
- 11 movimenti per clavicembalo
- circa 125 sonate, toccate, divertimenti e lezioni per clavicembalo
- Sinfonia a 4
- Sinfonie e ouverture varie
- 8 concerti per clavicembalo e archi
- Concerto per flauto e clavicembalo
- Concerto in mi minore per flauto
- 7 concerti a 4 per due violini, viola e clavicembalo
- Concerti vari
- Trio in sol maggiore per flauto, oboe e basso continuo
- 6 trii per 2 violini e basso continuo
- Trii vari